# Malterscheid
Malterscheid war, wie die kleineren Maße Müttescheid, Scheffelscheid und Viertelscheid, ein Flächenmaß für ein Feld oder eine Wiese. Die Maße werden auch mit Malter-, Mütte-, Scheffel- oder Viertelgescheid(t), beziehungsweise mit Maltersen und Scheffelsen  bezeichnet. Alle vier Maßbezeichnungen aus dem 17. und 18. Jahrhundert gehören zu den Aussaatmaßen. Ein Hinweis auf das entsprechende Hohlmaß für das Saatgut lässt sich gut ableiten. So entsprach zum Beispiel ein Malterscheid 64/30 eines preußischen Morgens. Rechnerisch sind kleine Abweichungen erkennbar, aber in der Praxis waren diese oft unbedeutend.
- 1 Malterscheid = 3 Müttescheid = 12 Viertelscheid = 180 Quadratruten
- 1 Malterscheid ≈ 2556 Quadratmeter ≈ 1 Morgen
  - 1 Viertelscheid = 378 Quadratmeter (rhein.)
  - 1 Morgen ≈ 6,66 Viertelscheid (rhein.)
- 1 Müttescheid ≈ 840 Quadratmeter
- 1 Viertelscheid ≈ 210 Quadratmeter
  - 1 Viertelscheid (preuß.) = 337,220 Quadratmeter
  - 7 Viertelscheid = 1 Morgen (preuß.)
  - 7 Viertelscheid = 2.557,243 Quadratmeter (auch 2.371,936 Quadratmeter) = 1 Morgen
- Herrschaft Homburg: 1 Viertelscheid = 25 Quadratruten (1 Q. = 14,2 Quadratmeter) = 355 Quadratmeter
- Burscheid 1 Viertelblech (1/4 Morgen)[2]
- Gummersbach und Umgegend 1 Viertelscheid = 24 Quadratruten = 3400 Quadratmeter
- 1 Malterscheid = 4 Sümmer = 16 Viertelscheid
- 1 Viertelscheid = 16 alte (Quadrat-)Ruten (1 (Quadrat-)Rute (alt) = 16 (Quadrat-)Fuß (kölln.)) = 24 (Quadrat-)Ruten (preuß.)
- 1 Malterscheid = 3040 Quadratmeter[3]

Jülich-Bergisches Maß:
- Wiese 2 Malterscheidt = 6 Karren Heu = 4 Morgen
- Hochwald 4 Malterscheidt = 8 Morgen
- Kleve 600 Quadratruten = 8.865,362 Quadratmeter = 3,3 Morgen (preuß.)
  - 1 Viertelscheid = 373 Quadratmeter (berg.)
- 1 Malterscheid Hafer = 256 Quadratruten (1 Quadratrute = 21,14 Quadratmeter) = 0,54 Hektar[5]
- 1 Morgen = 150 Quadratruten = 0,32 Hektar